# Saga (mitologia)
Sága  é uma deusa nórdica. O mitologista Simek atribui-lhe relação com a história e dos poemas que levam seu nome: as sagas, que mesclam poesia e história. 

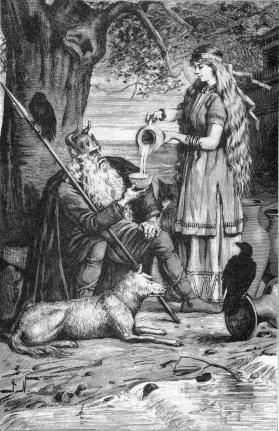
Odin e Sága. 1893

## Características
Saga pertence à categoria dos Asynjor], seres divinos femininos. É identificada com Frigga, esposa de Odim, ou apontada como filha deste. 
Na saga Grímnismál retrata Odim visitando Saga em sua habitação Sökkvabäck ( "afundar"),  o salão dos bancos naufragados, provavelmente um grande navio, onde eles bebem em seus vasos de ouro. De acordo com Snorre, ela é um ser independente que fazia parte da santa irmandade de Asynjor, a esposa de Odin Frigg. 
O nome Sága não deve ser confundido com a palavra islandesa saga, que significa "conto" ou "história", mas os poetas românticos suecos no século XIX a consideravam a deusa da história.